# Mercedes-Benz C167
La Mercedes-Benz C167 è la seconda generazione della Mercedes-Benz GLE Coupé, un'autovettura crossover SUV di lusso prodotta dal 2019 dalla casa automobilistica tedesca Mercedes-Benz come alternativa alla Classe GLE.

## Storia e profilo

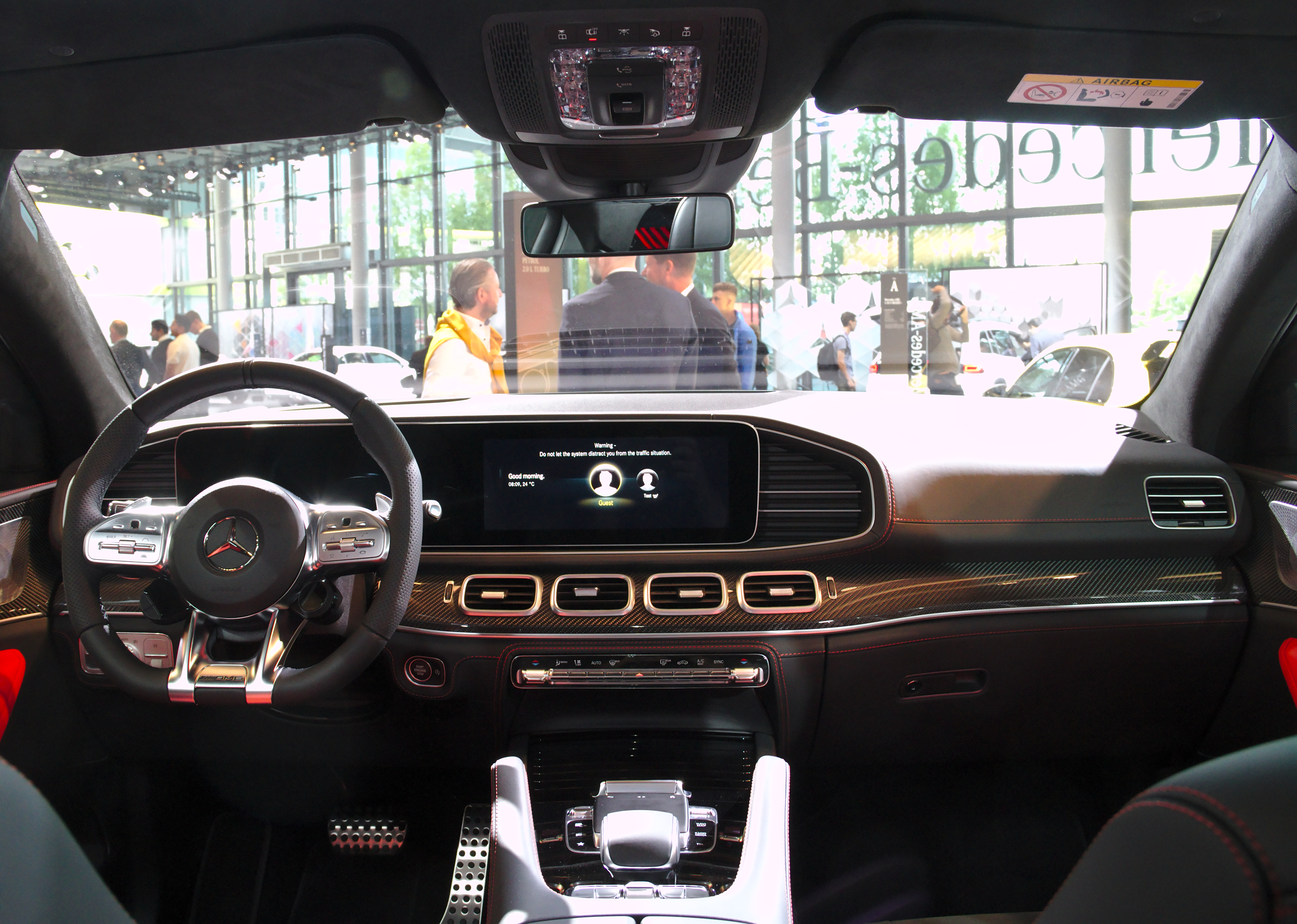
Interni

La vettura è stata presentata ufficialmente al Salone di Francoforte sul Meno a settembre 2019. I primi esemplari sono stati consegnati nella primavera del 2020. Rispetto alla passata generazione, la sigla della GLE Coupé è la stessa sigla numerica della variante normale "167", ma viene anticipata dalla lettera "C" che sta ad identificare tutti i modelli del costruttore con una tipologia di carrozzeria coupé.
Le versioni AMG GLE 63 e AMG GLE 63 S dovevano essere presentati al salone di Ginevra a marzo 2020, ma a causa della pandemia di COVID-19, il salone è stato cancellato il 28 febbraio 2020 la presentazione dei modelli è stata rinviata.
Al lancio sono state annunciate due motorizzazioni diesel e benzina entrambe da 3,0 litri a sei cilindri in linea: l'unità diesel monoturbo da 272 CV o biturbo da 330 CV e la GLE 53 Coupé dotata del benzina biturbo da 435 CV in combinazione con un motore elettrico da 16 kW, costituendo un sistema ibrido leggero.